# Rathaus Delmenhorst

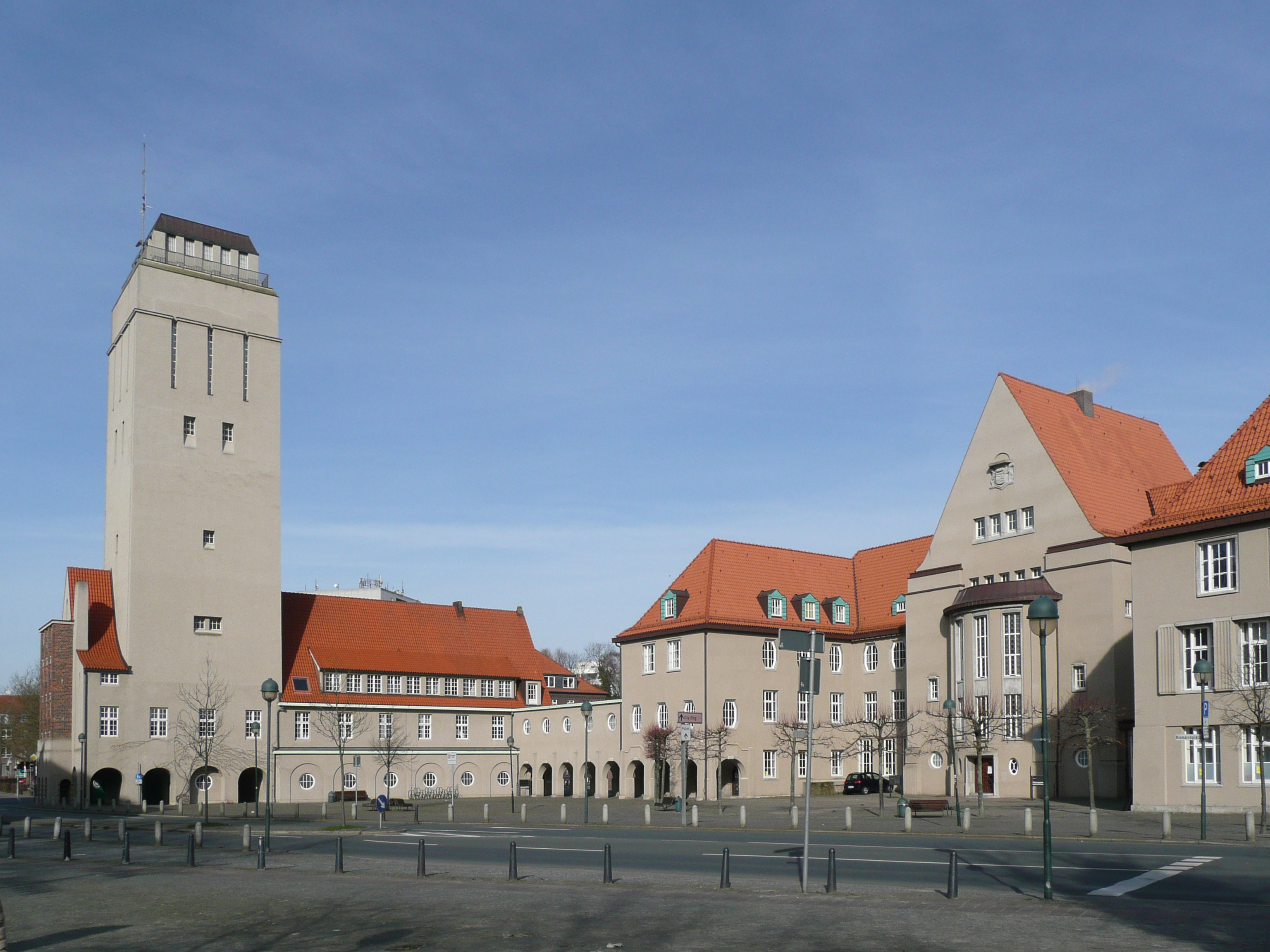
Rathaus Delmenhorst

Das Rathaus Delmenhorst, Rathausplatz 1, ist ein 1908 von dem Bremer Architekten Heinz Stoffregen entworfener Gebäudekomplex in Delmenhorst. Das Ensemble besteht aus dem Wasserturm, der ehemaligen Feuerwache, dem eigentlichen Rathausgebäude und einer Markthalle, die bis 1955 durch einen Arkadengang mit dem Rathaus verbunden war.
Das Ensemble ist ein Baudenkmal in Delmenhorst.

## Geschichte

### Erstes Rathaus
1691 kaufte die Stadt ein gräfliches Gewächshaus, das zunächst als Spritzenhaus verwendet und 1699 zum Rathaus umfunktioniert wurde. Hierzu hieß es in einer Aufzeichnung: „Weilen das Rahthaus in Delmenhorst gantz baufällig, und dessen Reparation der Bürgerschaft ein grohses kosten würde, dahs, an statt dessen das zu den Feuer-Materialien aus der Stadt Mitteln abgekaufftes und dazu aptirtes Haus zum Stadt- und Rahtshaus, doch dahs zu Verwahrung der Feuer-Materialien ein ander bequemer Ort wieder angeschafft werde, hinfuro gebrauchet werden soll und möge.“ Das Gebäude wurde 1712 umgebaut, 1775 baute man eine Gerichtsstube an. Bis 1802 verfiel das Rathaus, 1813 bestand nur noch ein einziges verfallenes Zimmer. 1821 wurden die Reste des Gebäudes abgerissen und das Grundstück an den Ratsherrn Fitger und den Postverwalter Lückens verkauft. Beide errichteten 1822 je ein eigenes Haus auf dem Grundstück, auf dem sich heute das Kaufhaus C&A befindet.

### DieSchließereiwird Rathaus
1821 übernahm Delmenhorst von der großherzoglich oldenburgischen Staatsregierung die sogenannte Schließerei auf dem Markt. Durch den Bau eines neuen Gefängnisses war das Gebäude überflüssig geworden. Durch Umbau entstand im Herbst 1821 das Rathaus, das als „schmuckloses, aber freundlich aussehendes Bauwerk dicht an der Delme, von der Langen Straße ein Stück abgesetzt, 36 Fuß lang, von 2 Stockwerken, weiß angestrichen, mit schwarzen Kanten unten, grüner Flügeltür und Blitzableiter“ beschrieben wurde.
Allerdings wurde dieses Rathaus dann lange Zeit gar nicht benötigt, denn die Kommune ist  dem Amt Delmenhorst unterstellt worden. Von 1854 bis 1867 erfolgte die Vermietung des Gebäudes an die Zollverwaltung, erst 1884 errichtete man ein Büro für den Bürgermeister.

### Weitere Standorte
Durch das Wachstum der Stadt wurde auch die Stadtverwaltung umfangreicher; der Kauf weiterer Gebäude war notwendig: 1895 wurde Haus Wieting erworben, 1896/1897 ausgebaut und als Rathaus II eingerichtet, anschließend wurde die alte Schließerei abgerissen. 1901 erwarb man das Haus Dr. Harbou am Markt und baute es zum Rathaus I um.

Bis um 1900 war die Stadtverwaltung in Um- oder Ausbauten älterer Gebäude untergebracht.

### Rathausneubau

#### Architekturwettbewerb

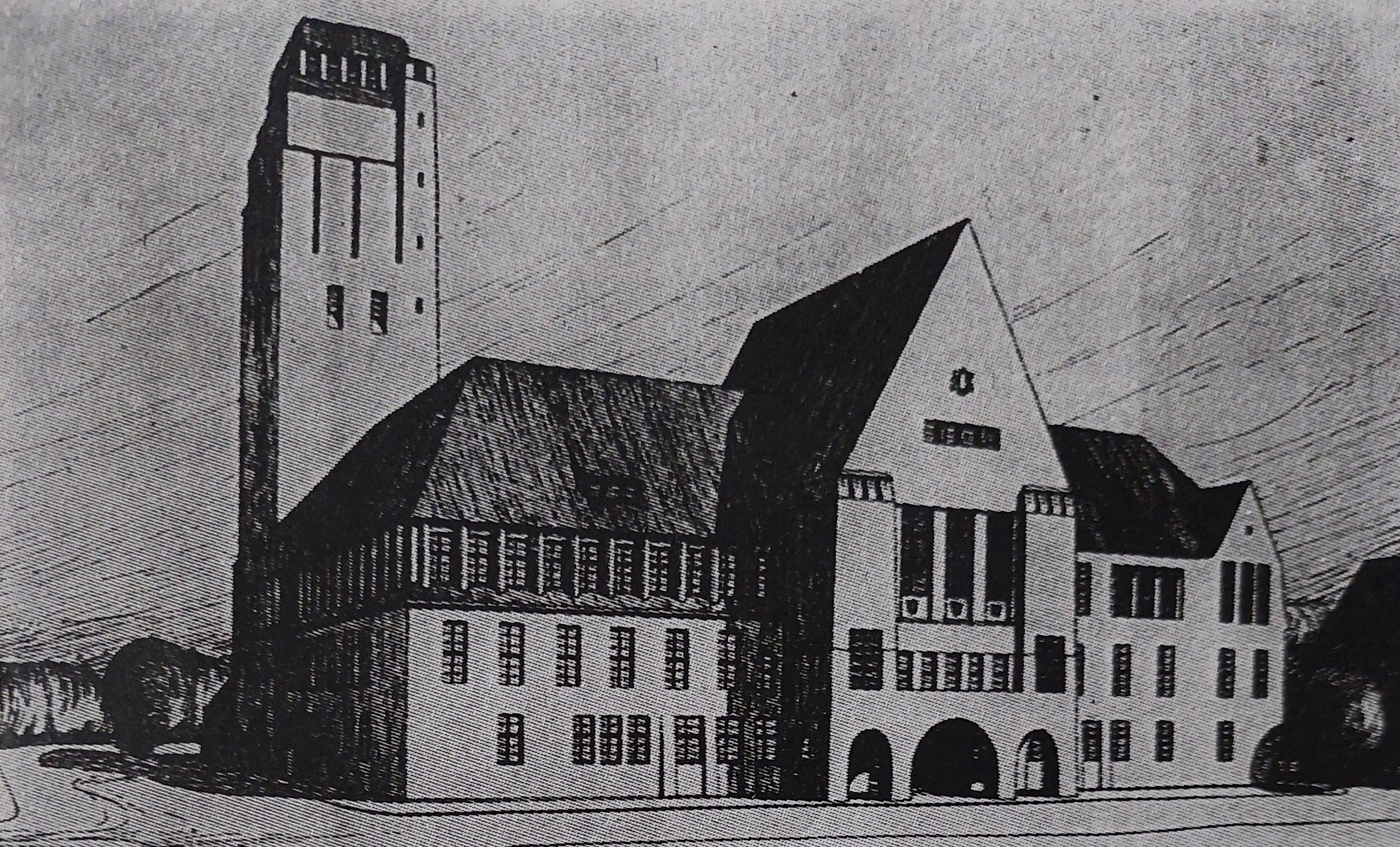
Heinz Stoffregen Entwurf 1908

1901 wurde Erich Koch zum Delmenhorster Bürgermeister gewählt, zwei Jahre später wurde Gustav Gericke, der Direktor der Delmenhorster Linoleum-Fabrik AG („Anker-Marke“), Ratsherr im Ehrenamt. Gericke galt als Förderer moderner Kunst, der linksliberale Koch war offen für neue Ideen. Im Architekturwettbewerb für den Neubau eines Rathauses und die Neugestaltung des Marktplatzes in Delmenhorst, der mit 3.500 Mark Preisgeld dotiert und dessen Einsendeschluss auf den 15. Dezember 1908 festgelegt worden war, gehörten beide zum Preisgericht, das auch sonst prominent besetzt war. Zu ihm gehörten der Direktor des Bremer Gewerbemuseums, Emil Högg, Landesbaurat a. D. Carl Rehorst (Beigeordneter in Köln), der großherzoglich oldenburgische Baurat Adolf Rauchheld, Stadtbaumeister und Ratsherr Kühn, und Stadtrat Mühlenbrock.
Der Stadt gingen 51 Einsendungen zu, von denen 15 in die engere Wahl kamen. Schließlich wurden die beiden besten Entwürfe des Bremer Architekten Heinz Stoffregen und seines Berliner Mitbewerbers Gerrit Emmingmann mit gleichrangigen Preisen (zu je 1.500 Mark) ausgezeichnet, bei Stoffregen wurde der Entwurf des Gebäudes und bei Emmingmann die „vorzügliche Gestaltung des Marktplatzes“ besonders hervorgehoben. Der Magistrat der Stadt beauftragte im Januar 1909 Stoffregen mit der Planung für die Ausführung seines Rathausentwurfs unter Einbeziehung von Emmingmanns Platzkonzeption. Die Fachzeitschrift Architektonische Rundschau sah in Stoffregens Planung „eine durchaus selbständige, kraftvolle Schöpfung.“
Stoffregen hatte 1905 ein Wohnhaus für den Fabrikarzt der Nordwolle Hermann Coburg (1861–1934), gebaut (heute Besitz der Stadt), welches heute die Städtische Galerie Delmenhorst beherbergt.
Zur Zeit des Wettbewerbs umfasste der zu bebauende Platz den heutigen Hans-Böckler-Platz, den Rathausplatz, den Bismarckplatz und den Platz am Rathausbrunnen. Für das Rathaus hatte Stoffregen ursprünglich einen modernen Bau entworfen, der den Wasserturm in sich integrierte. Der erhalten gebliebene Aufriss zeigt eine fast burgähnliche Anlage, die kaum gliedernd oder ordnend auf die umliegenden Plätze wirken kann. Emmingmann hatte dagegen die gliedernde Wirkung des Rathausbaus in den Vordergrund gestellt, die Gebäude auf seinem Entwurf entsprechen in ihrer Aufteilung und Anordnung der heutigen Anlage.

#### Wasserturm und Feuerwache

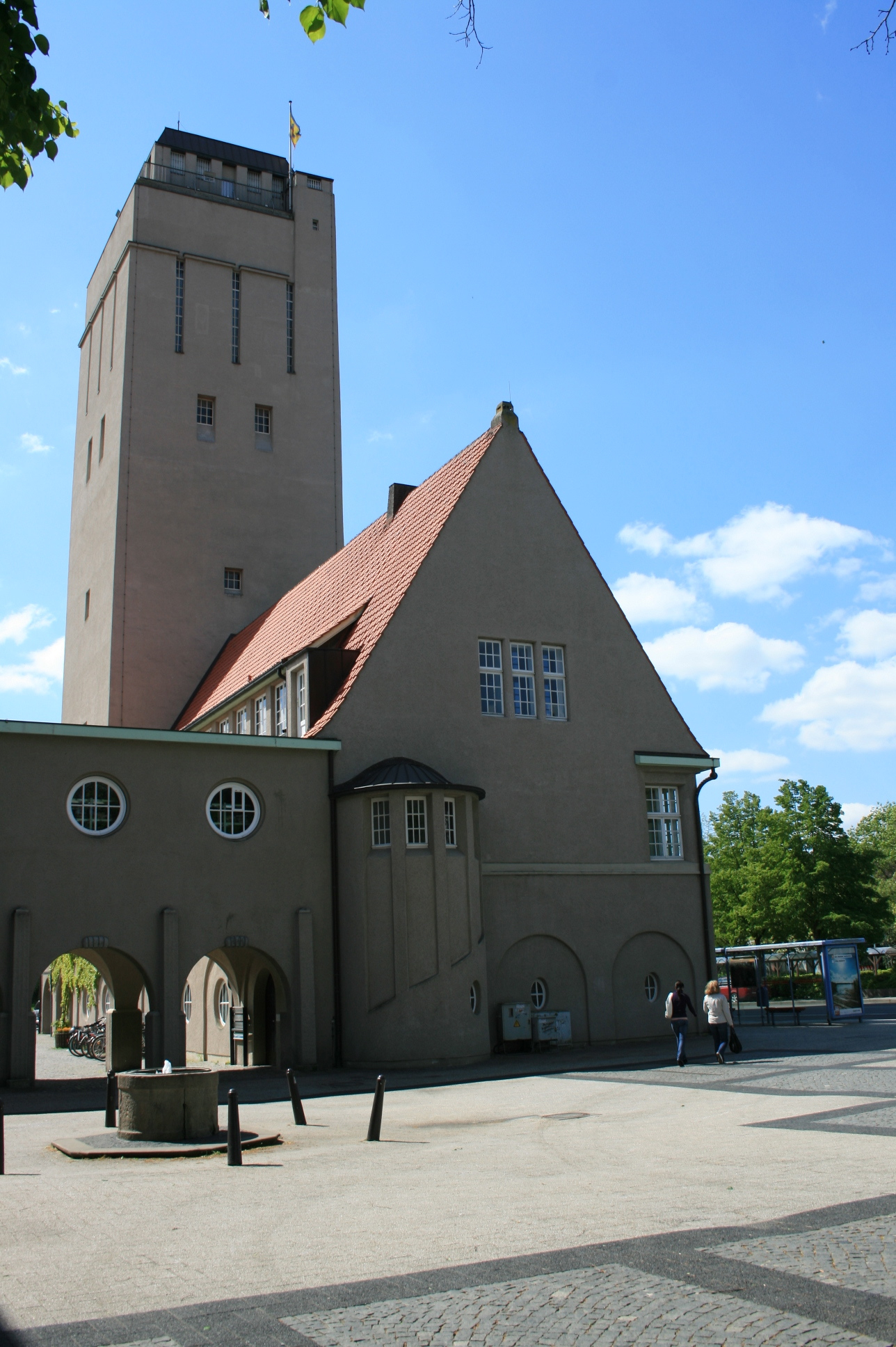
Wasserturm und ehemalige Feuerwache in Delmenhorst

Gegen Stoffregens Entwurf regte sich auch Widerstand. Ein Mitglied des Stadtrats sagte: „Diese Geschmacksverirrung, die von der Ankermarke importiert ist, wird nicht lange standhalten. Rauhputz an den Gebäuden ist Unfug.“ In der folgenden Diskussion im Stadtrat gelang es Koch und Gericke jedoch, sich gegen die Kritiker durchzusetzen. Doch auch bei den Bürgern der Stadt war der Bau nicht unumstritten. In einem Leserbrief an das Delmenhorster Kreisblatt hieß es: „Sollen wir uns den schönsten Platz, den wir in Delmenhorst besitzen, durch einen Wasserturm, dessen Form und Gestaltung nach Ansicht vieler alles andere als schön ist, ferner durch ein damit verbundenes Spritzenhaus verunstalten lassen?“
Der Bau des 42 Meter hohen Wasserturms begann im Frühjahr 1909, er hatte sich durch einen Streik der Bauarbeiter um zwei Monate verzögert. Der Turmbau wurde zeitgleich mit der Verlegung der Leitungen der städtischen Wasserversorgung und dem Bau des Wasserwerks an der Graft begonnen und innerhalb eines knappen Jahres fertiggestellt. Der Bau wurde am 29. April 1910 feierlich eingeweiht; er entwickelte sich schnell zum städtischen Wahrzeichen. Der 29 Meter hohe Tank in seinem Innern besteht aus genietetem Stahl und hat ein Fassungsvermögen von 500 m³. Die Kosten für den Bau des Wasserturms betrugen 82.000 Mark.
1910 folgte der Bau der Feuerwache, deren bauliche Ausführung sich wie beim Wasserturm stilistisch genau an Stoffregens Entwurf hielt. 1914 zog die Freiwillige Feuerwehr Delmenhorst von ihrem Spritzenhaus am Markt, das seit 1906 als Unterkunft diente, in den neuen Anbau am Wasserturm um. Zunächst wurde hier nur ein Teil der Fahrzeuge untergebracht. Das neue Gebäude bot der Feuerwehr ungewohnten Komfort: Es gab elektrisches Licht und eine Zentralheizung. Damit war die Gefahr des Zufrierens von Spritzen gebannt. Auch der Einbau einer modernen Schlauchwaschanlage setzte der Handwäsche in der Delme ein Ende. Das alte Spritzenhaus am Markt verlor seine Funktion und wurde abgebrochen.

#### Rathaus
Erst vier Jahre nach dem ursprünglichen Wettbewerb wurden dann 1912 mit dem Bau des Rathauses begonnen. Inzwischen hatte sich der Zeitgeschmack gewandelt, Ornamente waren wieder gefragt. Dies schlug sich auch in Stoffregens Arbeit nieder; der Rathausentwurf wurde im Detail korrigiert. Auf den Entwürfen ersetzt teils ans Mittelalter, teils ans Barock erinnernde Ornamentik den nackten Putz. Die Eingangstür wird von einem Tierfries eingefasst, den der Bremer Bildhauer Ernst von Wachold schuf. Stoffregen entwarf außerdem das Interieur und die Ausstattung des Rathauses: Lederstühle und -sessel, Sofas, Garderobenständer, eine Uhr, diverse Lampen, Fahrradständer, einen Briefkasten, Schrifttafeln, Bilder, Tapeten, Vorhänge, Papierkörbe und Heizkörperverkleidungen. Einige dieser Gegenstände sind erhalten geblieben und befinden sich im Besitz der Stadt Delmenhorst. Tisch und Stühle im großen Sitzungssaal werden immer noch genutzt.
Das Rathaus wurde 1914 fertiggestellt, ab Juni zogen die Behörden ein, am 10. September 1914 tagte der Gesamtstadtrat erstmals im repräsentativen Ratssaal des Neuen Rathauses.

#### Markthalle und Kriegerehrung

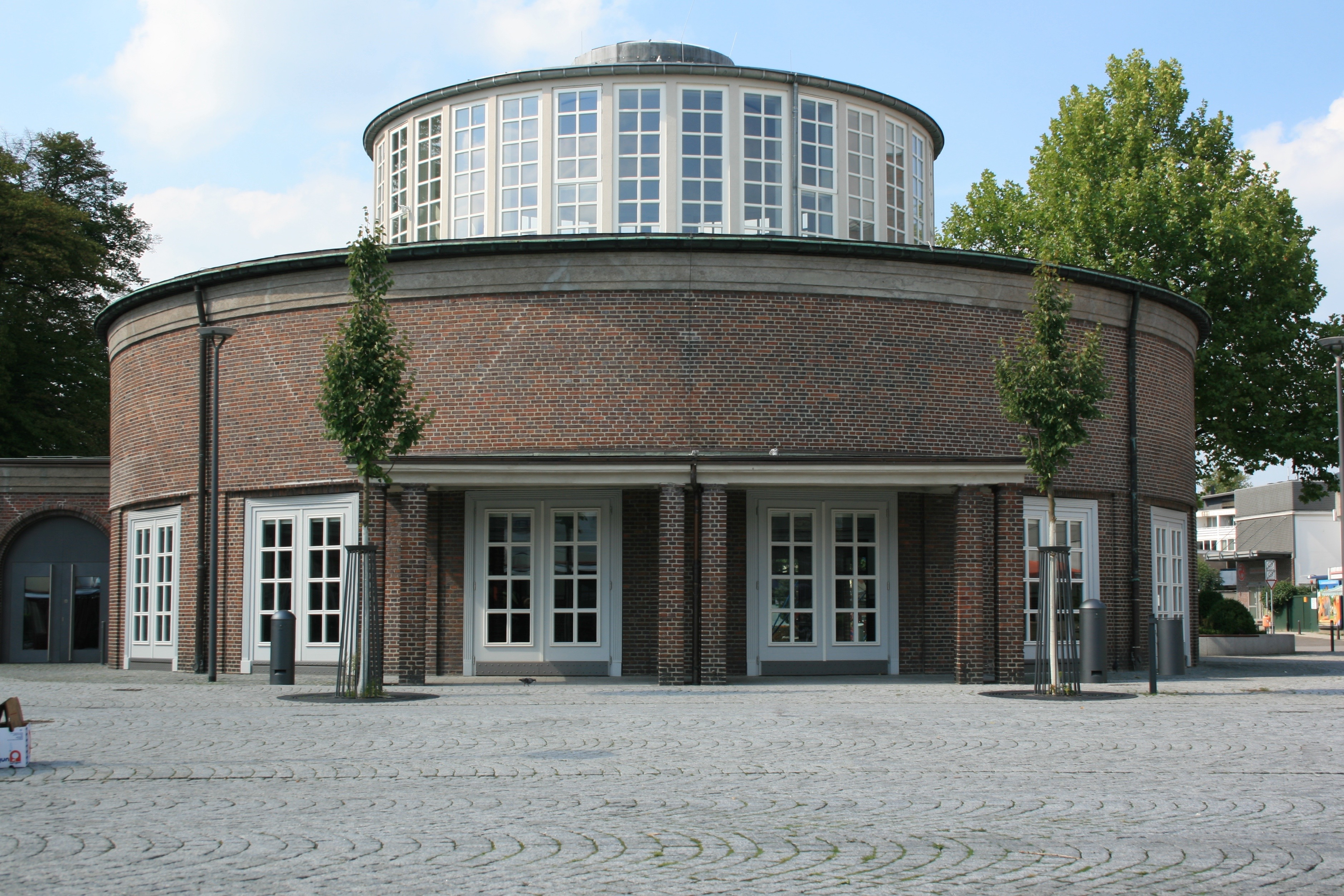
Markthalle Delmenhorst (2015)

Bedingt durch den Ausbruch des Ersten Weltkriegs wurden die Arbeiten an dem Gebäudekomplex unterbrochen und erst 1919 wieder aufgenommen. Das runde Gebäude der Markthalle wurde von Stoffregen exakt in die Verlängerung der südöstlichen Achse der Langen Straße gesetzt und verband den neu gestalteten Rathausplatz mit der historischen Stadt. Damit war eine Forderung aus der Wettbewerbsausschreibung erfüllt, die lautete: „Die Hauptverkehrsachse der Stadtgemeinde ist die nördlich an dem Marktplatze vorbeiführende Lange Straße. Sie ist auch die Hauptverkehrszubringerin des Marktplatzes. Auf die Notwendigkeit gehöriger Zuwegungen von der Langen Straße zum Marktplatze ist Rücksicht zu nehmen.“ Die Markthalle wurde anschließend durch einen Arkadengang, den man mit Figuren von Ernst von Wachold verzierte, mit dem Rathaus verbunden und 1920 fertiggestellt.
Schon seit 1919 hatte man sich in der Stadt um eine Kriegerehrung für die Gefallenen des Ersten Weltkriegs bemüht; verschiedene Pläne waren entwickelt und wieder verworfen worden. Schließlich fand die Rathausanlage ihren Abschluss durch die Errichtung der Kriegerehrung, die Stoffregen 1925 durchführte. Er selbst schrieb in einem Artikel für die Bremer Nachrichten 1927 dazu: „Nach dem Krieg wurde die fehlende Markthalle eingefügt und der zwischen Rathaus und Markthalle hinter einer schon erstellten Arkade noch einer baulichen Lösung harrende Platz mit dem Hintergrund eines schönen alten Baumbestandes durch die Einfügung des Kriegerehrenhofes zur Vollendung gebracht.“
Stoffregen errichtete einen Platz innerhalb der Gebäudeanlage und der anderen Plätze, einen intimen Hof, der ein stilles Zentrum der Innenstadt bilden sollte. Das Ehrenmal wurde am 25. Oktober 1925 eingeweiht, und Stoffregen war mit der Anlage sehr zufrieden: (…) „eine Ehrung, welche auch wieder durch Ausnutzung und Ausbau eines innerhalb der errichteten neuen städtischen Gebäude liegenden kleineren Platzgebildes eine der reizvollsten und würdigsten in Nordwestdeutschland geworden ist und bleiben wird.“

### Veränderungen und Gegenwart
Mit seiner Einschätzung lag Stoffregen jedoch falsch: Der Arkadengang wurde 1955 abgerissen, das Ehrenmal verlor seinen abgeschlossenen Charakter.  Die Untere Denkmalbehörde in Delmenhorst formulierte 2008, dass ein Wiederaufbau der Stoffregen-Arkaden eine „Reparatur der Rathausanlage“ darstellen würde.
Die Verhältnisse in der Feuerwache am Wasserturm verschlechterten sich. 1947 erwarb die Stadt eine Holzbaracke am Eingang zur Graft, um dort Fahrzeuge unterzubringen. 1952 wurden zudem Abstellräume an der Langen Straße angemietet. Die räumliche Trennung  wirkte sich negativ aus. Diese Missstände wurden durch die 1974 bezogene Feuerwache an der Rudolf-Königer-Straße beseitigt.
Die Tore der alten Feuerwache wurden entfernt, die Öffnungen vermauert und mit Fenstern versehen, die Innenräume umgebaut. Heute beherbergt die ehemalige Feuerwache das Stadtarchiv.
Die Markthalle erlebte ab den 1970er Jahren eine wechselvolle Geschichte, siehe 
Der Wasserturm war bis 2010 noch als Druckgeber in Betrieb, der jedoch mit der Stilllegung des Graft-Wasserwerks nicht mehr benötigt wurde. Der Turm kann zu bestimmten Zeiten (meist an Wochenenden und Feiertagen) bestiegen werden; über seine künftige Nutzung ist noch nicht entschieden.
1927 entstand neben dem Rathaus für die Polizei das Stadthaus I; hier und in einem Anbau von 1996 ist seit um 1967 die Bauverwaltung untergebracht.

## Zitate
„Es lässt sich über die Pläne nichts anderes sagen als Ausdrücke höchsten Lobes. Eine so reizende Anlage habe ich noch nicht kennen gelernt. Es ist die ganze Sache so entzückend gemacht, dass es etwas besseres nicht geben kann.“

„Die Verbindung zwischen Rathaus und Markthalle bildeten die 1919 nach dem Plan von Stoffregen gebauten Arkaden. Sie wurden 1955 abgebrochen. Man wollte erreichen, dass die Vorderseite des Rathauses in ihrer ganzen Breite besser in Erscheinung tritt. Es hieß: ›Die Arkaden sind ein optisches Hindernis, das das Portal des Rathauses verschandelt und den linken Rathausflügel völlig bedeutungslos macht.‹“